# Une femme dans la tourmente (film)
Pour les articles homonymes, voir Une femme dans la tourmente.
Pour plus de détails, voir Fiche technique et Distribution.
Une femme dans la tourmente (乱れる, Midareru), également intitulé Tourments, est un film japonais de Mikio Naruse, sorti en 1964.

## Synopsis
Au début des années 1960 dans la ville de Shimizu, Reiko gère pour le compte de sa belle-mère une petite épicerie qu'elle a fait prospérer à force de travail. Elle a perdu son mari à la guerre peu après leur mariage et doit également entretenir son jeune beau-frère Kōji, qui mène une vie dissolue. Ses deux belles-sœurs, mariées, poussent Reiko à se remarier tant qu'elle est jeune.
L'installation dans le quartier d'un supermarché qui pratique des prix très bas met en danger l'ensemble des petits commerces. Kōji propose alors à l'un de ses beaux-frères de transformer l'épicerie familiale en supermarché, mais ils ne trouvent pas d'accord sur la place à donner à Reiko : Kōji voudrait qu'elle soit la directrice en récompense du dévouement dont elle a fait preuve depuis tant d'années, tandis que son beau-frère qui apporte le financement souhaite contrôler la boutique. En parallèle, Kōji avoue son amour à Reiko qui en est très troublée.
Finalement, Reiko quitte la maison en prétendant avoir trouvé un mari. Kōji comprend qu'il s'agit d'un sacrifice supplémentaire et la suit à la gare puis dans un trajet en train vers son village natal. Reiko le repoussant encore une fois lors d'un arrêt dans un hôtel, Kōji part errer dans les alentours. On retrouve au petit matin son corps sans vie.

## Fiche technique
- Titre français : Une femme dans la tourmente
- Titre français alternatif : Tourments
- Titre original : 乱れる (Midareru?)
- Réalisation : Mikio Naruse
- Scénario : Zenzō Matsuyama, Mikio Naruse
- Montage : Eiji Ōi
- Photographie : Jun Yasumoto
- Musique : Ichirō Saitō
- Producteurs : Sanezumi Fujimoto et Mikio Naruse
- Société de production : Tōhō
- Pays de production :  Japon
- Langue originale : japonais
- Format : noir et blanc - 2,35:1 - Format 35 mm - son mono
- Genre : drame
- Durée : 98 minutes (métrage : 7 bobines - 2 681 m[2])
- Dates de sortie :
  - Japon : 15 janvier 1964[2]
  - États-Unis : 23 octobre 1964[3]
  - France : 9 décembre 2015[4]

## Distribution
- Hideko Takamine : Reiko Morita
- Yūzō Kayama : Kōji Morita
- Mitsuko Kusabue : Hisako Morizono
- Yumi Shirakawa : Takako Morita
- Mie Hama : Ruriko, la petite amie de Kōji
- Aiko Mimasu : Shizu Morita